# Saint-Brice (Orne)
Saint-Brice ist eine französische Gemeinde mit 149 Einwohnern (Stand: 1. Januar 2022) im Département Orne in der Region Normandie. Sie gehört zum Arrondissement Argentan und ist Teil des Kantons Domfront en Poiraie. 

## Geographie
Saint-Brice liegt etwa 54 Kilometer westnordwestlich von Alençon. Die Gemeinde gehört zum Regionalen Naturpark Normandie-Maine. Umgeben wird Saint-Brice von den Nachbargemeinden Domfront-en-Poraie im Norden und Nordosten, Avrilly im Osten und Südosten, Ceaucé im Süden sowie Torchamp im Westen.

## Bevölkerungsentwicklung
| Jahr                      | 1962 | 1968 | 1975 | 1982 | 1990 | 1999 | 2006 | 2013 |
| Einwohner                 | 167  | 136  | 128  | 156  | 203  | 173  | 149  | 166  |
| Quelle: Cassini und INSEE |      |      |      |      |      |      |      |      |

## Sehenswürdigkeiten
- Kirche Saint-Brice aus dem 15. Jahrhundert
- Haus La Cousinière aus dem 13. Jahrhundert, Monument historique

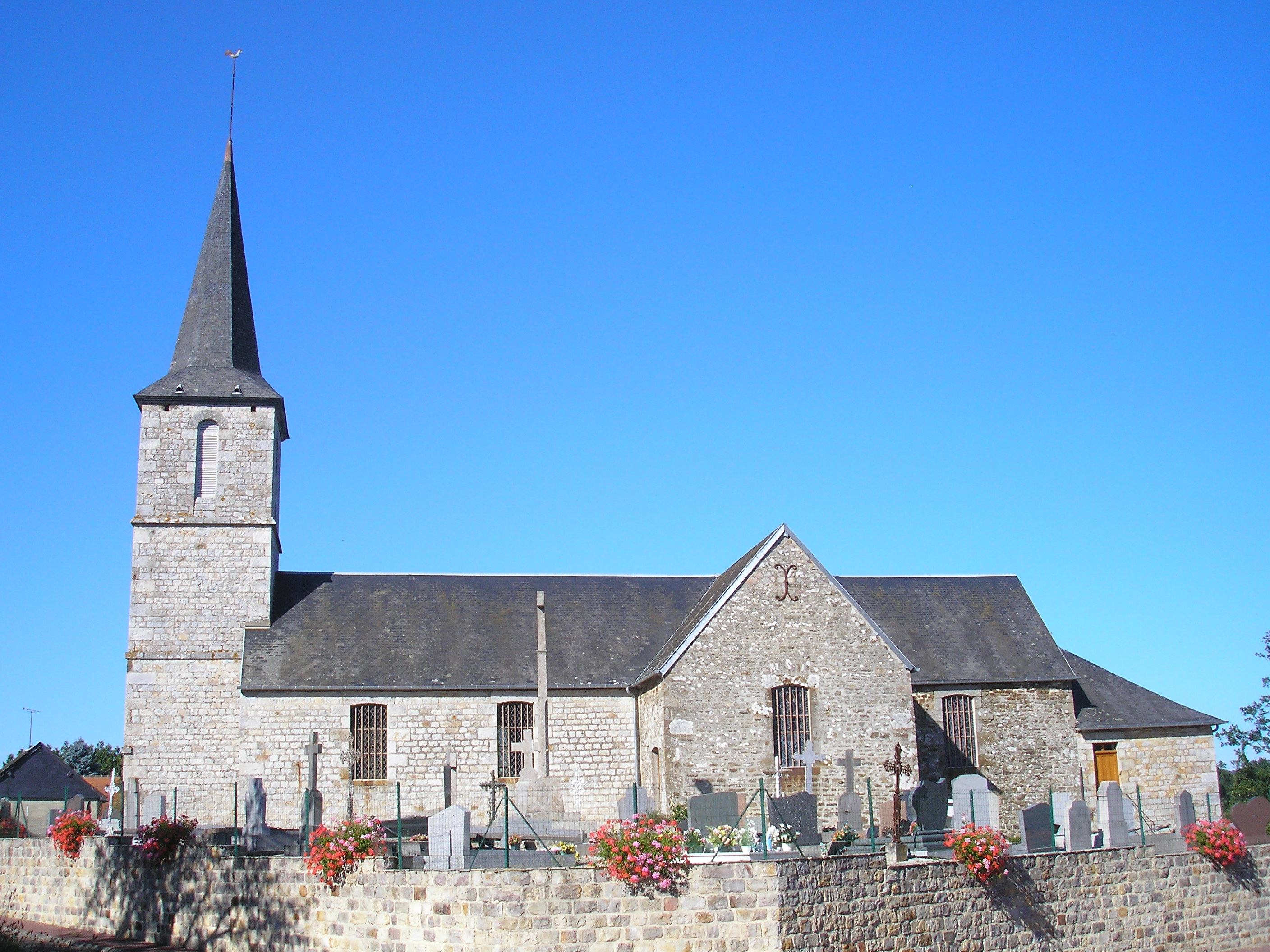
Kirche Saint-Brice